# Proechimys decumanus
Proechimys decumanus е вид бозайник от семейство Бодливи плъхове (Echimyidae). Видът е световно застрашен, със статут Уязвим.

## Разпространение
Разпространен е в Еквадор и Перу.